# Bathygnathia
Bathygnathia es un género de crustáceo isópodo de la familia Gnathiidae.

## Especies
- Bathygnathia adlerzii Cohen & Poore, 1994
- Bathygnathia affinis Birstein, 1963
- Bathygnathia bathybii (Beddard, 1886)
- Bathygnathia cardiocondyli Cohen & Poore, 1994
- Bathygnathia curvirostris Richardson, 1908
- Bathygnathia depaolorosae George, 2003
- Bathygnathia japonici Shimomura, Ohta & Tanaka, 2008
- Bathygnathia magnifici Moreira, 1977
- Bathygnathia monodi Cals, 1974
- Bathygnathia oedipus (Stebbing, 1913)
- Bathygnathia opisthopsis Cohen & Poore, 1994
- Bathygnathia porci Kensley, 1980
- Bathygnathia segonzaci (Cals, 1982)
- Bathygnathia tapinomi Cohen & Poore, 1994
- Bathygnathia vollenhovii Cohen & Poore, 1994